# Coprinopsis
Coprinopsis is een geslacht van paddenstoelen in de familie Psathyrellaceae. Coprinopsis werd op basis van moleculaire gegevens uit het geslacht Coprinus gesplitst. De soort Coprinopsis cinerea (= Coprinus cinereus) is een modelorganisme voor paddenstoelvormende basidiomycota en zijn genoom is onlangs volledig gesequenced.

## Soorten
Volgens Index Fungorum telt dit geslacht 195  soorten (peildatum oktober 2023):
| Soortnaam                                            | Auteur(s)                                                       | Publicatiejaar |
| ---------------------------------------------------- | --------------------------------------------------------------- | -------------- |
| Coprinopsis acuminata (Kleine kale inktzwam)         | (Romagn.) Redhead, Vilgalys & Moncalvo                          | 2001           |
| Coprinopsis aesontiensis                             | A. Melzer, Ferisin & Dovana                                     | 2017           |
| Coprinopsis africana                                 | (Pegler) Redhead, Vilgalys & Moncalvo                           | 2001           |
| Coprinopsis afrocinerea                              | Mešić, Tkalčec, Čerkez, I. Kušan & Matočec                      | 2018           |
| Coprinopsis afronivea                                | Desjardin & B.A. Perry                                          | 2016           |
| Coprinopsis albiflavida                              | Voto                                                            | 2021           |
| Coprinopsis alcobae                                  | (A. Ortega) Valade                                              | 2014           |
| Coprinopsis alnivora                                 | (Bogart) Voto                                                   | 2019           |
| Coprinopsis alopecia                                 | (Lasch) La Chiusa & Boffelli                                    | 2017           |
| Coprinopsis alutaceivelata                           | (Bogart) Redhead, Vilgalys & Moncalvo                           | 2001           |
| Coprinopsis ammophilae (Helminktzwam)                | (Courtec.) Redhead, Vilgalys & Moncalvo                         | 2001           |
| Coprinopsis annulopora                               | (Enderle) P. Specht & H. Schub.                                 | 2013           |
| Coprinopsis arachnoidea                              | P. Voto                                                         | 2019           |
| Coprinopsis argentea                                 | (P.D. Orton) Redhead, Vilgalys & Moncalvo                       | 2001           |
| Coprinopsis asiaticiphlyctidospora                   | Fukiharu & Horigome                                             | 2013           |
| Coprinopsis atramentaria (Grote kale inktzwam)       | (Bull.) Redhead, Vilgalys & Moncalvo                            | 2001           |
| Coprinopsis austrofriesii                            | (Redhead & Pegler) Redhead, Vilgalys & Moncalvo                 | 2001           |
| Coprinopsis austrophlyctidospora                     | Fukiharu                                                        | 2011           |
| Coprinopsis babosiae                                 | L. Nagy, Vágvölgyi & Papp                                       | 2013           |
| Coprinopsis bellula (Sneeuwwitje)                    | (Uljé) P. Roux & Eyssart.                                       | 2011           |
| Coprinopsis bicornis (Tweesporig mesthazenpootje)    | (Uljé & Horvers) Redhead, Vilgalys & Moncalvo                   | 2001           |
| Coprinopsis bogartii                                 | Voto                                                            | 2021           |
| Coprinopsis brunneistragulata                        | (Bogart) Redhead, Vilgalys & Moncalvo                           | 2001           |
| Coprinopsis brunneofibrillosa                        | (Dennis) Redhead, Vilgalys & Moncalvo                           | 2001           |
| Coprinopsis bubalina                                 | (Bogart) Redhead, Vilgalys & Moncalvo                           | 2001           |
| Coprinopsis burkii                                   | (A.H. Sm.) Redhead, Vilgalys & Moncalvo                         | 2001           |
| Coprinopsis calospora (Stersporig hazenpootje)       | (Bas & Uljé) Redhead, Vilgalys & Moncalvo                       | 2001           |
| Coprinopsis candidata (Witte poederinktzwam)         | (Uljé) Gminder & Böhning                                        | 2016           |
| Coprinopsis candidolanata (Wit hazenpootje)          | (Doveri & Uljé) Keirle, Hemmes & Desjardin                      | 2004           |
| Coprinopsis canoceps                                 | (Kauffman) Örstadius & E. Larss.                                | 2015           |
| Coprinopsis caracasensis                             | (Dennis) Voto                                                   | 2020           |
| Coprinopsis caribaea                                 | (Pegler) Redhead, Vilgalys & Moncalvo                           | 2001           |
| Coprinopsis cerkezii                                 | Tkalčec, Mešić, I. Kušan & Matočec                              | 2017           |
| Coprinopsis cinchonensis                             | (Murrill) Redhead, Vilgalys & Moncalvo                          | 2001           |
| Coprinopsis cineraria                                | (Har. Takah.) Örstadius & E. Larss.                             | 2015           |
| Coprinopsis cinerea (Wortelende inktzwam)            | (Schaeff.) Redhead, Vilgalys & Moncalvo                         | 2001           |
| Coprinopsis cinereofloccosa (Grijsvlokkige inktzwam) | (P.D. Orton) Redhead, Vilgalys & Moncalvo                       | 2001           |
| Coprinopsis clastophylla                             | (Maniotis) Redhead, Vilgalys & Moncalvo                         | 2001           |
| Coprinopsis coniophora (Grijsvlokzwerminktzwam)      | (Romagn.) Redhead, Vilgalys & Moncalvo                          | 2001           |
| Coprinopsis cortinata (Kleine poederinktzwam)        | (J.E. Lange) Gminder                                            | 2010           |
| Coprinopsis cothurnata (Melige mestinktzwam)         | (Godey) Redhead, Vilgalys & Moncalvo                            | 2001           |
| Coprinopsis cubensis                                 | (Berk. & M.A. Curtis) Redhead, Vilgalys & Moncalvo              | 2001           |
| Coprinopsis dendrocystota                            | Voto                                                            | 2021           |
| Coprinopsis depressiceps                             | (Bogart) Redhead, Vilgalys & Moncalvo                           | 2001           |
| Coprinopsis discipes                                 | (Pat.) Voto                                                     | 2020           |
| Coprinopsis dolichocystidiata                        | Voto                                                            | 2021           |
| Coprinopsis dryophila                                | (Pat.) Voto                                                     | 2019           |
| Coprinopsis echinospora (Wratsporig hazenpootje)     | (Buller) Redhead, Vilgalys & Moncalvo                           | 2001           |
| Coprinopsis ephemeroides (Geringde korrelinktzwam)   | (DC.) G. Moreno                                                 | 2010           |
| Coprinopsis epichloea (Gazonhalminktzwam)            | (Uljé & Noordel.) Redhead, Vilgalys & Moncalvo                  | 2001           |
| Coprinopsis episcopalis (Bisschopsmutsinktzwam)      | (P.D. Orton) Redhead, Vilgalys & Moncalvo                       | 2001           |
| Coprinopsis erythrocephala (Oranje inktzwam)         | (Lév.) Redhead, Vilgalys & Moncalvo                             | 2001           |
| Coprinopsis extinctoria                              | (Fr.) Redhead, Vilgalys & Moncalvo                              | 2001           |
| Coprinopsis fagnani                                  | (Raithelh.) Voto                                                | 2020           |
| Coprinopsis fibrillosa                               | (Berk. & Broome) Redhead, Vilgalys & Moncalvo                   | 2001           |
| Coprinopsis filamentifera                            | (Kühner) Redhead, Vilgalys & Moncalvo                           | 2001           |
| Coprinopsis filamentiferoides                        | Voto                                                            | 2021           |
| Coprinopsis filiformis                               | (Berk. & Broome) Voto                                           | 2019           |
| Coprinopsis fluvialis                                | (Lancon. & Uljé) Redhead, Vilgalys & Moncalvo                   | 2001           |
| Coprinopsis foetidella (Stinkende mestinktzwam)      | (P.D. Orton) A. Ruiz & G. Muñoz                                 | 2016           |
| Coprinopsis friesii (Bleke halminktzwam)             | (Quél.) P. Karst.                                               | 1881           |
| Coprinopsis fusispora                                | L. Nagy, Vágvölgyi & Papp                                       | 2013           |
| Coprinopsis geesterani (Klein hazenpootje)           | (Uljé) Redhead, Vilgalys & Moncalvo                             | 2001           |
| Coprinopsis gelatinosa                               | (D.A. Reid & Eicker) Voto                                       | 2020           |
| Coprinopsis ghanensis                                | P. Voto                                                         | 2019           |
| Coprinopsis gonophylla (Brandplekvlokinktzwam)       | (Quél.) Redhead, Vilgalys & Moncalvo                            | 2001           |
| Coprinopsis goudensis (Middelst hazenpootje)         | (Uljé) Redhead, Vilgalys & Moncalvo                             | 2001           |
| Coprinopsis hawaiana                                 | P. Voto                                                         | 2019           |
| Coprinopsis herbivora                                | (Singer) Redhead, Vilgalys & Moncalvo                           | 2001           |
| Coprinopsis herinkii                                 | (Pilát & Svrček) Redhead, Vilgalys & Moncalvo                   | 2001           |
| Coprinopsis heterocoma                               | (Malençon) Redhead, Vilgalys & Moncalvo                         | 2001           |
| Coprinopsis hypsizyga                                | (Singer) Voto                                                   | 2020           |
| Coprinopsis idae (Dwergpoederinktzwam)               | (Uljé) La Chiusa & Boffelli                                     | 2017           |
| Coprinopsis igarashii                                | Fukiharu & Kim. Shimizu                                         | 2015           |
| Coprinopsis indicifoetidella                         | P. Voto                                                         | 2019           |
| Coprinopsis insignis (Zijige inktzwam)               | (Peck) Redhead, Vilgalys & Moncalvo                             | 2001           |
| Coprinopsis iocularis (Jokerinktzwam)                | (Uljé) La Chiusa & Boffelli                                     | 2017           |
| Coprinopsis jamaicensis                              | (Murrill) Redhead, Vilgalys & Moncalvo                          | 2001           |
| Coprinopsis jilinensis                               | G. Rao, H.N. Zhao, B. Zhang & Y. Li                             | 2021           |
| Coprinopsis jonesii (Vals hazenpootje)               | (Peck) Redhead, Vilgalys & Moncalvo                             | 2001           |
| Coprinopsis karwinicola                              | (Grgur.) J.A. Simpson & Grgur.                                  | 2001           |
| Coprinopsis kimurae (Rondsporige halminktzwam)       | (Hongo & Aoki) Redhead, Vilgalys & Moncalvo                     | 2001           |
| Coprinopsis krieglsteineri (Zijdeglansinktzwam)      | (Bender) Redhead, Vilgalys & Moncalvo                           | 2001           |
| Coprinopsis kubickae (Grijzige halminktzwam)         | (Pilát & Svrček) Redhead, Vilgalys & Moncalvo                   | 2001           |
| Coprinopsis laanii (Zaagvlakinktzwam)                | (Kits van Wav.) Redhead, Vilgalys & Moncalvo                    | 2001           |
| Coprinopsis laciniatiloma                            | Voto                                                            | 2021           |
| Coprinopsis lagopides                                | (P. Karst.) Redhead, Vilgalys & Moncalvo                        | 2001           |
| Coprinopsis lagopus (Hazenpootje)                    | (Fr.) Redhead, Vilgalys & Moncalvo                              | 2001           |
| Coprinopsis lilacina                                 | (Berk. & Broome) Redhead                                        | 2021           |
| Coprinopsis lotinae                                  | (Picón) Picón                                                   | 2011           |
| Coprinopsis luteocephala                             | (Watling) Redhead, Vilgalys & Moncalvo                          | 2001           |
| Coprinopsis macrocephala (Stromesthazenpootje)       | (Berk.) Redhead, Vilgalys & Moncalvo                            | 2001           |
| Coprinopsis macrocystidiata                          | Voto                                                            | 2021           |
| Coprinopsis macropus                                 | (Berk. & Broome) Redhead, Vilgalys & Moncalvo                   | 2001           |
| Coprinopsis maculata                                 | (Dennis) Voto                                                   | 2019           |
| Coprinopsis marcescibilis                            | (Britzelm.) Örstadius & E. Larss.                               | 2008           |
| Coprinopsis marcida                                  | (Bogart) Redhead, Vilgalys & Moncalvo                           | 2001           |
| Coprinopsis martinii (Zompinktzwam)                  | (P.D. Orton) Redhead, Vilgalys & Moncalvo                       | 2001           |
| Coprinopsis maysoidispora                            | (Redhead & Traquair) Redhead, Vilgalys & Moncalvo               | 2001           |
| Coprinopsis melanthina                               | (Fr.) Örstadius & E. Larss.                                     | 2015           |
| Coprinopsis mexicana                                 | (Murrill) Redhead, Vilgalys & Moncalvo                          | 2001           |
| Coprinopsis mitrispora                               | (Bohus) L. Nagy, Vágvölgyi & Papp                               | 2013           |
| Coprinopsis murina                                   | (Kalchbr.) Voto                                                 | 2020           |
| Coprinopsis musae                                    | Örstadius & E. Larss.                                           | 2015           |
| Coprinopsis myceliocephala                           | (M. Lange) Redhead, Vilgalys & Moncalvo                         | 2001           |
| Coprinopsis mycophila                                | Voto                                                            | 2021           |
| Coprinopsis narcotica (Bedwelmende inktzwam)         | (Batsch) Redhead, Vilgalys & Moncalvo                           | 2001           |
| Coprinopsis natarajanii                              | Devadatha, Kumaresan & V.V. Sarma                               | 2021           |
| Coprinopsis nemoralis                                | (Bender) La Chiusa & Boffelli                                   | 2017           |
| Coprinopsis neocinerea                               | P.T. Nguyen, Fukiharu & K. Shimizu                              | 2019           |
| Coprinopsis neolagopus                               | (Hongo & Sagara) Redhead, Vilgalys & Moncalvo                   | 2001           |
| Coprinopsis neophlyctidospora                        | Raut, Fukiharu & A. Suzuki                                      | 2011           |
| Coprinopsis neotropica                               | (Redhead & Pegler) Redhead, Vilgalys & Moncalvo                 | 2001           |
| Coprinopsis nevillei                                 | Guy García & Vellinga                                           | 2010           |
| Coprinopsis nigra                                    | Voto                                                            | 2021           |
| Coprinopsis nivea (Witte mestinktzwam)               | (Pers.) Redhead, Vilgalys & Moncalvo                            | 2001           |
| Coprinopsis novorugosobispora                        | Fukiharu & Yamakoshi                                            | 2013           |
| Coprinopsis ochraceolanata (Geelvezelig hazenpootje) | (Bas) Redhead, Vilgalys & Moncalvo                              | 2001           |
| Coprinopsis pachyderma                               | (Bogart) Redhead, Vilgalys & Moncalvo                           | 2001           |
| Coprinopsis pachysperma (Vale mestinktzwam)          | (P.D. Orton) Redhead, Vilgalys & Moncalvo                       | 2001           |
| Coprinopsis pachysphaerophora                        | Voto                                                            | 2021           |
| Coprinopsis paleotropica                             | (Redhead & Pegler) Redhead, Vilgalys & Moncalvo                 | 2001           |
| Coprinopsis pallidipygata                            | Voto                                                            | 2021           |
| Coprinopsis pannucioides                             | (J.E. Lange) Örstadius & E. Larss.                              | 2008           |
| Coprinopsis papagoensis                              | (Lindsey & Gilb.) Redhead, Vilgalys & Moncalvo                  | 2001           |
| Coprinopsis paracinerea                              | Bender & A. Melzer                                              | 2021           |
| Coprinopsis parvilurida                              | Voto                                                            | 2021           |
| Coprinopsis pentagonospora                           | Voto                                                            | 2021           |
| Coprinopsis pernambucensis                           | Voto                                                            | 2020           |
| Coprinopsis phaeocalyptrata                          | Voto                                                            | 2021           |
| Coprinopsis phaeochlamys                             | Voto                                                            | 2021           |
| Coprinopsis phaeopunctata                            | (Esteve-Rav. & A. Ortega) Valade                                | 2014           |
| Coprinopsis phaeospora (Kleinsporige halminktzwam)   | (P. Karst.) P. Karst.                                           | 1881           |
| Coprinopsis phlyctidospora (Tandsporig hazenpootje)  | (Romagn.) Redhead, Vilgalys & Moncalvo                          | 2001           |
| Coprinopsis picacea (Spechtinktzwam)                 | (Bull.) Redhead, Vilgalys & Moncalvo                            | 2001           |
| Coprinopsis piepenbroekorum (Groenige vlokinktzwam)  | (Uljé & Bas) Redhead, Vilgalys & Moncalvo                       | 2001           |
| Coprinopsis pilosotomentosa                          | (Bender) La Chiusa & Boffelli                                   | 2017           |
| Coprinopsis pinguispora                              | (Bogart) Redhead, Vilgalys & Moncalvo                           | 2001           |
| Coprinopsis platypus                                 | (Berk.) Voto                                                    | 2019           |
| Coprinopsis poliomalla (Grijs mestdwergje)           | (Romagn.) Doveri, Granito & Lunghini                            | 2005           |
| Coprinopsis psammophila                              | Mešić & Tkalčec                                                 | 2019           |
| Coprinopsis pseudocortinata (Wit mestdwergje)        | (Locq. ex Cacialli, Caroti & Doveri) Doveri, Granito & Lunghini | 2005           |
| Coprinopsis pseudofriesii (Grote halminktzwam)       | (Pilát & Svrček) Redhead, Vilgalys & Moncalvo                   | 2001           |
| Coprinopsis pseudomarcescibilis                      | Heykoop, G. Moreno & P. Alvarado                                | 2017           |
| Coprinopsis pseudonivea (Valse witte mestinktzwam)   | (Bender & Uljé) Redhead, Vilgalys & Moncalvo                    | 2001           |
| Coprinopsis pseudoradiata (Klein mesthazenpootje)    | (Kühner & Joss. ex Watling) Redhead, Vilgalys & Moncalvo        | 2001           |
| Coprinopsis psychromorbida                           | (Redhead & Traquair) Redhead, Vilgalys & Moncalvo               | 2001           |
| Coprinopsis punctata                                 | (Kalchbr.) Voto                                                 | 2019           |
| Coprinopsis pusilla                                  | G. Rao, B. Zhang & Y. Li                                        | 2021           |
| Coprinopsis quinaultensis                            | Voto                                                            | 2021           |
| Coprinopsis radiata (Pelsinktzwam)                   | (Bolton) Redhead, Vilgalys & Moncalvo                           | 2001           |
| Coprinopsis radicans (Grootsporige stinkinktzwam)    | (Romagn.) Redhead, Vilgalys & Moncalvo                          | 2001           |
| Coprinopsis radicata                                 | (Cleland) J.A. Simpson & Grgur.                                 | 2001           |
| Coprinopsis ramosocystidiata                         | (Bender) La Chiusa & Boffelli                                   | 2017           |
| Coprinopsis rhizophora                               | (Kawam. ex Hongo & K. Yokoy.) D.J. Schaf. & B. Douglas          | 2020           |
| Coprinopsis romagnesiana (Bruine kale inktzwam)      | (Singer) Redhead, Vilgalys & Moncalvo                           | 2001           |
| Coprinopsis rubra                                    | Örstadius, E. Larss. & L. Nagy                                  | 2020           |
| Coprinopsis rugosobispora (Tweesporig hazenpootje)   | (J. Geesink & Imler ex Walleyn) A. Melzer & Schößler            | 2016           |
| Coprinopsis rugosomagnispora                         | Gierczyk, Pietras, Piątek, Gryc, Czerniawski & Rodr.-Flakus     | 2017           |
| Coprinopsis saccharomyces (Gistgeurinktzwam)         | (P.D. Orton) P. Roux & Guy García                               | 2006           |
| Coprinopsis saccospora                               | (Singer) Voto                                                   | 2020           |
| Coprinopsis sclerotiger                              | (Watling) Redhead, Vilgalys & Moncalvo                          | 2001           |
| Coprinopsis sclerotiorum (Knolletjesspechtinktzwam)  | (Horvers & de Cock) Redhead, Vilgalys & Moncalvo                | 2001           |
| Coprinopsis scobicola (Kashazenpootje)               | (P.D. Orton) Redhead, Vilgalys & Moncalvo                       | 2001           |
| Coprinopsis semitalis (Aardgeurinktzwam)             | (P.D. Orton) Redhead, Vilgalys & Moncalvo                       | 2001           |
| Coprinopsis siepei                                   | Bender & A. Melzer                                              | 2021           |
| Coprinopsis siskiyouensis                            | Voto                                                            | 2021           |
| Coprinopsis spilospora (Grootporige inktzwam)        | (Romagn.) Redhead, Vilgalys & Moncalvo                          | 2001           |
| Coprinopsis stangliana (Kleine spechtinktzwam)       | (Enderle, Bender & Gröger) Redhead, Vilgalys & Moncalvo         | 2001           |
| Coprinopsis stercorea (Kleine korrelinktzwam)        | (Fr.) Redhead, Vilgalys & Moncalvo                              | 2001           |
| Coprinopsis striata                                  | (Bogart) Redhead, Vilgalys & Moncalvo                           | 2001           |
| Coprinopsis strossmayeri (Kapjesinktzwam)            | (Schulzer) Redhead, Vilgalys & Moncalvo                         | 2001           |
| Coprinopsis subaquatica                              | Voto                                                            | 2021           |
| Coprinopsis subcurta                                 | (Thiers) Voto                                                   | 2020           |
| Coprinopsis subcylindrosporus                        | (E. Ludw.) U. Täglich                                           | 2018           |
| Coprinopsis subdomestica                             | (Murrill) D. Wächt. & A. Melzer                                 | 2020           |
| Coprinopsis submicrospora                            | (Heykoop & G. Moreno) Örstadius & E. Larss.                     | 2015           |
| Coprinopsis subtigrinella                            | (Dennis) Redhead, Vilgalys & Moncalvo                           | 2001           |
| Coprinopsis superba                                  | Voto                                                            | 2021           |
| Coprinopsis sylvicola                                | (Bogart) Redhead, Vilgalys & Moncalvo                           | 2001           |
| Coprinopsis tectispora                               | (Bogart) Redhead, Vilgalys & Moncalvo                           | 2001           |
| Coprinopsis tigrina                                  | (Pat.) Redhead, Vilgalys & Moncalvo                             | 2001           |
| Coprinopsis tigrinella (Gespikkelde halminktzwam)    | (Boud.) Redhead, Vilgalys & Moncalvo                            | 2001           |
| Coprinopsis trispora (Driesporige inktzwam)          | (Kemp & Watling) Redhead, Vilgalys & Moncalvo                   | 2001           |
| Coprinopsis tuberosa (Grijze korrelinktzwam)         | (Quél.) Doveri, Granito & Lunghini                              | 2005           |
| Coprinopsis udicola                                  | Örstadius, A. Melzer & E. Larss.                                | 2015           |
| Coprinopsis undulata                                 | (Bogart) Redhead, Vilgalys & Moncalvo                           | 2001           |
| Coprinopsis urticicola (Witte halminktzwam)          | (Berk. & Broome) Redhead, Vilgalys & Moncalvo                   | 2001           |
| Coprinopsis utrifer (Poederinktzwam)                 | (Joss. ex Watling) Redhead, Vilgalys & Moncalvo                 | 2001           |
| Coprinopsis variegata                                | (Peck) Redhead, Vilgalys & Moncalvo                             | 2001           |
| Coprinopsis vermiculifer (Schapenmestinktzwam)       | (Joss. ex Dennis) Redhead, Vilgalys & Moncalvo                  | 2001           |
| Coprinopsis verticillata                             | (Schulz-Wedd.) Redhead, Vilgalys & Moncalvo                     | 2001           |
| Coprinopsis villosa                                  | L. Nagy, Desjardin, Vägvölgyi & Papp                            | 2012           |
| Coprinopsis xantholepis (Grootcellige halminktzwam)  | (P.D. Orton) Redhead, Vilgalys & Moncalvo                       | 2001           |
| Coprinopsis xenobia (Withaarinktzwam)                | (P.D. Orton) Redhead, Vilgalys & Moncalvo                       | 2001           |